# پیر ال. ون دن برگه
پیر لویی ون دن برگه (به انگلیسی: Pierre Louis van den Berghe)؛ (۱ ژانویه ۱۹۳۳-۶ فوریه ۲۰۱۹) یک آمریکایی کنگوتبار بود. استاد بازنشسته جامعه‌شناسی و انسان‌شناسی در دانشگاه واشنگتن بود، جایی که او از سال ۱۹۶۵ در آنجا کار می‌کرد. در کنگوی بلژیک از پدر و مادر بلژیکی زاده شد و جنگ جهانی دوم را در بلژیک اشغالی گذراند. وی اولین شاهد درگیری قومی و نژادپرستی بود که در نهایت باعث شد تا او به یک مرجع پیشرو در روابط قومی تبدیل شود.
او کار میدانی را در آفریقای جنوبی، مکزیک، گواتمالا، ایران، لبنان، نیجریه، پرو و اسرائیل انجام داد. وی در اوایل کار خود، در دانشگاه ناتال در کنار لئو کوپر و فاطما میر سخنرانی کرد.
او با اینکه دانشجوی تالکوت پارسونز در دانشگاه هاروارد آمریکا بود (در سال ۱۹۶۰ دکترای را دریافت کرد)، با این وجود علاقه چندانی به نظریه کارکردگرایی ساختاری استادش نداشت و یکی از اولین حامیان رویکرد زیست‌جامعه‌شناسی به پدیده‌های اجتماعی شد.
ون دن برگه در ۶ فوریه ۲۰۱۹ درگذشت.

## کارهای منتخب
- ون دن برگه، پیر ال. 1981. پدیده قومی. نیویورک: الزویر.
- ون دن برگه، پیر ال. 1979. نظام های خانواده انسانی: دیدگاه تکاملی. نیویورک: الزویر.
- ون دن برگه، پیر ال. 1977. نابرابری در آند پرو: طبقه و قومیت در کوزکو. کلمبیا: انتشارات دانشگاه میسوری.
- ون دن برگه، پیر ال. 1975. انسان در جامعه: دیدگاه زیست اجتماعی. نیویورک: الزویر.
- ون دن برگه، پیر ال. 1973. سن و جنس در جوامع انسانی: یک دیدگاه زیست اجتماعی. بلمونت، کالیفرنیا:شرکت انتشارات وادسورث.
- ون دن برگه، پیر ال. 1972. روابط بین گروهی: دیدگاه های جامعه شناختی. نیویورک: کتاب های اساسی.
- ون دن برگه، پیر ال. 1970. بازی آکادمیک; چگونه می توان یک دکتری پرداخت کرد. لندن: آبلارد شومان.
- ون دن برگه، پیر ال. 1967. نژاد و نژادپرستی: دیدگاه مقایسه ای. NY; سیدنی: وایلی.
- ون دن برگه، پیر ال. 1965. آفریقا: مشکلات اجتماعی تغییر و تضاد. سانفرانسیسکو: شرکت انتشارات چندلر.
- ون دن برگه، پیر ال. 1964. کنویل; ساختار اجتماعی یک شهر آفریقای جنوبی.  میدل تاون، کن: انتشارات دانشگاه وسلیان.